# Тирасполь (футбольний клуб)
ФК «Тирасполь» (рум. FC Tiraspol) — колишній молдовський футбольний клуб з міста Тирасполя. Команда грала на стадіоні Муніципальний.

## Історія
До 2001 команда називалася Конструктурул Кишинів, в 2001/2002 Конструктурул Чобручі і Тирасполь дотепер. У 2006 році команда завоювала бронзові медалі, що стало найвищим успіхом в історії клубу. Влітку того ж року команда пройшла два раунди Кубка Інтертото, вибивши МКТ-Араз (Азербайджан) в першому колі і «Лех» (Польща) в другому. У третьому колі «Тирасполь» у впертій боротьбі поступився міцній команді «Рід» (Австрія).

## Фан-клуб
Датою створення фан-клубу можна вважати матч 16 вересня 2002 проти «Шерифа». У фанатів «Тирасполя» немає чітко виражених друзів. Зате ворогами вважають опонентів по місту — «Шериф» (Тирасполь) і рибницьку «Іскру-Сталь» на матчах з якою в Рибниці нерідко відбуваються інциденти.
Улітку 2013 року клуб «Тирасполь» було оштрафовано на максимально можливу суму — 200 тисяч леїв — за те, що під час виконання гімну Молдови вболівальники тираспольської команди вели себе зухвало та проявили неповагу до церемонії виконання гімну. В комітеті з проведення змагань Футбольної федерації Молдови такі дії охарактеризували як явну неповагу до державних символів. Інцидент відбувся 26 травня на стадіоні «Зімбру» у Кишиневі перед фіналом Кубка Молдови, у якому «Тирасполь» обіграв «Веріс» (2:2, 4:2 у серії пенальті).

## Досягнення
- Чемпіон Молдови (1): 1997
- Володар кубка Молдови (3): 1996, 2000, 2013

## Відомі гравці
| - Віталій Березовський - Роланд Білала - Георге Богю - Олег Єрмак - Євген Зарічнюк - Олександр Ільющенков - Антон Книжник - Віктор Кузнецов - Станіслав Намашко | - Андрій Новак - Дмитро Пархоменко - Кирило Сидоренко - Олександр Скрипченко - Олександр Суворов - Андрій Фартушняк - Юрій Фенін - Рустам Циня |